# 紹皮恩縣
紹皮恩縣是印度的一個縣，位於該國北部，由查谟和克什米尔負責管轄，面積801平方公里，識字率為62.49%，2011年人口265,960，人口密度每平方公里332人。
33°43′00″N 74°50′00″E / 33.7167°N 74.8333°E